# Dańczypol (wieś)
Dańczypol – wieś w Polsce, położona w województwie lubelskim, w powiecie zamojskim, we wschodniej części gminy Grabowiec. Leży nad rzeką Horpynką (dopływem Kalinowki), w obrębie Działów Grabowieckich.
W latach 1975–1998 miejscowość administracyjnie należała do województwa zamojskiego.
Wieś jest sołectwem w gminie Grabowiec. Według Narodowego Spisu Powszechnego z roku 2011 wieś liczyła 69 mieszkańców.
Wierni Kościoła rzymskokatolickiego należą do parafii św. Mikołaja w Grabowcu.

## Historia
Pierwsza wzmianka o miejscowości pochodzi z roku 1472, wtedy notowano we wsi 1 łan gruntów uprawnych. W roku 1531 było w Dańczypolu tylko 1/2 łana użytków uprawnych. Według rejestru poborowego w 1578 roku wieś należała do Szymona Danieleckiego, który posiadał 1/4 łana ziemi i 1 zagrodnika bez ziemi oraz Jana Danieleckiego, właściciela 1 łana ziemi, 2 zagrodników z ziemią i 2 zagrodników bez ziemi.
W 1608 roku Dańczypol był w posiadaniu Olbrachta Łuszkowskiego, którego poddany Chwedko Gaida oskarżył Piotra Danieleckiego (być może współwłaściciela wsi) o pobicie. Olbracht Łuszkowski jako współwłaściciel wsi notowany był jeszcze w 1620 roku. W 1674 roku wieś należała do Bernarda Rudawskiego, a w 1727 roku Dańczypol był we władaniu Wojnickich. W 1762 roku zmarł Wojciech Szystowski, jeden ze współwłaścicieli Dańczypola. Część wsi należała wówczas do Stanisława Brodowskiego i Kaspra Dobrzyńskiego, notowanego w 1764 roku. Z tego okresu pochodzi inwentarz dóbr obrazujący wygląd siedziby dworskiej: 

Dwór stary na górze, do którego drzwi na klamkę zamykające się .... sieni z której kuchenka z grubą do pieca. Z tej sieni drzwi do izby. Z tej izby alkierz.... naprzeciwko spiżarka za piecem i drzwiami na tył zalepione, naprzeciwko tej izby piekarnia stara zła już się rozwalająca.... Na boku izdebka dziecinna z piecem przy kuchence z drzwiami .... Gonty na całym budynku stare złe ... Naprzeciwko stajenka chruściana z wrotami y żłobem ... Daley przy niey chelew na bydło .... naprzeciwko na tymże podwórzu spichlerz stary i górą drewniany. Z podwórza idąc ku zystawcom stodoła o dwu wrotach naprzeciw siebie z za mknięciem Przy bramie z Grabowca po lewej ręce sadz na wieprze... przy którym loch zawalony po prawej zaś ręce psiarnia.... Ponadto istniał ogród duży naprzeciwko budynku dworu oraz drugi mały na dole ku wsi. Ogródek przed oknami maleńki.

Wymieniony w inwentarzu „duży” ogród, jak przypuszczają autorzy inwentaryzacji z 1987 roku był ogrodem kwaterowym typu włoskiego ulokowany w zachodniej części założenia, na uformowanym tarasowo stoku wzgórza. Położony naprzeciwko dworu był zapewne powiązany osiowo z dworem i z położonym po przeciwnej stronie dworu dziedzińcem.
Przed rokiem 1801 Dańczypol należał do Antoniego Ksawerego Russyana, który w tym roku sprzedał go Janowi Ulanickiemu. W 1 poł. XIX wieku dobra te nabył Dobrowolski. W 1846 roku Dańczypol należał do Ignacego Holcera, a następnie do Piotra Kamińskiego herbu Łuk Napięty, naczelnika powiatu hrubieszowskiego, zmarłego w 1870 roku. W 2 pol. XIX wieku wieś była krótko we władaniu także Kleinów. W 1878 roku prawdopodobnie Esenowie nabyli wieś za 29 tys. rubli. Według spisu z 1827 roku we wsi było 15 domów i 52 mieszkańców, natomiast według spisu z 1921 roku – 17 domów i 116 mieszkańców.
W 1921 roku dobra liczyły 564 morgi, w tym 431 mórg gruntów ornych, 64 morgi łąk, 5 mórg pastwisk, 52 morgi lasu i 12 mórg placów i nieużytków. W folwarku było 13 budynków drewnianych, młyn wodny, cegielnia i piec do wypalania wapna. Włościanie posiadali 101 mórg użytków.
W 1891 roku jako właściciel notowany był Abram Essen, a w latach 1891-1909 Dańczypol był własnością Kazimierza Dębowskiego, który pobudował tu szereg budynków gospodarczych i mieszkalnych. Wzniesiono także nowy dwór i oficynę. W 1909 zmuszony sytuacją finansową i rodzinną sprzedał dobra Mońkowi i Dobie Garfinkielom za sumę 67 300 rubli.
W 1922 roku majątek składał się z 554 mórg, w tym 486 mórg ziemi ornej, 55 mórg łąk, 4 mórg sadu, 4 mórg pod zabudowaniami i 5 mórg nieużytków, dróg i rowów. Wówczas właściciele mieszkali w Zamościu, majątkiem natomiast zarządzał administrator. Do zabudowań dworskich należały: dom mieszkalny z 7 ubikacjami, drewniany, obmurowany, o wym. 18 x 11 m, wys. 3,5 m; dom drewniany z 4 ubikacjami, kryty gontem, o wym. 9 x 8 m, wys. 2,5 m; dom drewniany z 2 izbami, kryty gontem, o wym. 11 x 5,5 m, wys. 2 m; dom drewniany z 2 izbami, kryty gontem, o wym. 11 x 5,5 m, wys. 2 m; drewniany dom mieszkalny z 4 izbami, kryty gontem, o wym. 14 x 8 m, wys. 2,5 m; dom mieszkalny z 10 izbami, drewniany, o wym. 30 x 9 m, wys. 2,5 m; obora drewniana kryta gontami, o wym. 20 x 8 m i wys. 2,5 m; budynek złożony ze stajni i stodoły (chruścianej), kryty do połowy gontem, o wym. 50 x 9 m, wys. 3 m; stodoła drewniana kryta gontem, o wym. 47 x 15 m i wys. 3 m; poddasze na kierat kryte gontem; drewniana przybudówka na plewy kryta gontem, wozownia i spichlerz drewniany kryty gontem, o wym. 15 x 14 m, wys. 2,5 m; parnik drewniany, o wym. 9 x 5 m, wys. 2 m; młyn drewniany kryty blachą, o wym. 8 x 8 m, wys. 3,5 m; obora drewniana, chlewiki i kuźnia drewniana kryta gontem, o wym. 3,5 x 2 m, wys. 1,5 m. Właściciele zatrudniali w tym okresie 14 osób służby dworskiej i 14 komorników.
W wyniku reformy rolnej w latach 1922-1923 rozparcelowano 118,90 ha i wówczas majątek Dańczypola liczył 348 mórg i 88 prętów. Według spisu z 1921 roku wieś liczyła 17 domów i 116 mieszkańców, w tym 11 Ukraińców natomiast folwark 6 domów i 96 mieszkańców, w tym 7 Ukraińców i 10 Żydów. Od 1932 roku Doba z Kahanów Garfinkiel i jej syn Sanel zamieszkali w Zamościu, majątek zaś wydzierżawili najpierw Wojciechowi Stadnikowi, a potem Żydowi Bronisławowi Wirnikowi. 
W 1940 roku Niemcy skonfiskowali dobra jaki bezpańskie. Podczas okupacji hitlerowskiej Dańczypol został wysiedlony w styczniu 1943 roku. W miejsce wysiedlonej ludności polskiej sprowadzono do wsi Ukraińców usuniętych z powiatu zamojskiego. 
Po wyzwoleniu ziemię o powierzchni 194,52 ha przejęto na Skarb Państwa i rozparcelowano pozostawiając przy dworze 5,25 ha gruntów. Teren dawnego ogrodu został po wojnie całkowicie zniszczony, łącznie z większością zabudowań dworskich. Dwór rozebrano w 1966 roku, a zbudowano tu leśniczówkę. 

## Zabytki
Według rejestru zabytków NID na listę zabytków wpisany jest zespół dworski z XVIII-XIX w., nr rej.: A/460 z 12.12.1988: piwnice dworu i park.